# (2376) Martynov
(2376) Martynov (1977 QG3) – planetoida z pasa głównego asteroid okrążająca Słońce w ciągu 5,75 lat w średniej odległości 3,21 au. Odkryta 22 sierpnia 1977 roku.